# Питерс, Стью
Стюарт Питерс (англ. Stewart Peters; родился 1 апреля 1980 года) — американский альтернативно-правый, известен как интернет-персона; белый супрематист, политический комментатор, отрицатель Холокоста и сторонник теорий заговора. Известен пропагандой дезинформации о COVID-19 и теорий заговора, а также анти-ЛГБТК, антисемитских и белых расистских убеждений
В начале своей карьеры был рэпером и охотником за головами. В 2020 году запустил шоу Стью Питерса. В шоу регулярно излагались теории заговора о правительственных организациях, таких как Центр по контролю и профилактике заболеваний (CDC). Среди его гостей были признанные сторонники теорий заговора, такие как Пол Госар, Марк Медоуз и
Л. Лин Вуд. В 2022 году Питерс выпустил антипрививочный фильм
Died Suddenly и последующий фильм 2023 года — Final days .

## Ранние годы и образование
Вырос в Миннесоте. В детстве мечтал стать полицейским или артистом.

## Карьера

### Индустрия развлечений
После школы Питерс переехал из Миннесоты в Лос-Анджелес, Флориду и Нью-Йорк, продолжая карьеру рэпера под именем Фокисс (Fokiss). Как рэпер он выступал в нескольких ночных клубах и барах Миннеаполиса и Дулута, включая 7th St. Entry на знаменитой 1st Avenue. В 1998 году ненадолго стажировался на радиостанции 101.3 KDWB-FM.
В 2000 году прошел прослушивание у режиссёра Тайрела Вентуры, сына тогдашнего губернатора Миннесоты Джесси Вентуры. Получив главную роль в фильме, Питерс во время съемок жил в резиденции губернатора в Сент-Поле .

### Охота за головами
До того, как заняться созданием интернет-контента, был охотником за головами.
В 2015 году в закон Миннесоты были внесены изменения, ограничивающие форму одежды охотников за головами. Возможно, изменение было направлено персонально против Питерса, который одевался так, чтобы походить на сотрудников правоохранительных органов.
Агентство Питерса по охоте за головами закрылось в 2021 году после того, как Питерс был признан виновным в хулиганстве, связанном с домашними беспорядками, и был приговорен к испытательному сроку.

### Интернет-персона
В 2020 году Питерс запустил подкаст «Шоу Стью Питерса», комментируя преступность и связанные с ней темы, а также предоставляя эфирное время деятелям американских крайне правых и движения против вакцинации. Питерс использовал свое шоу, чтобы инициировать или распространять большое количество слухов и измышлений, широко известных как дезинформация. Он использовал жестокую риторику против маргинализированных групп, в первую очередь евреев, индуистов и ЛГБТ-сообщества. Продвигал концепции, связанные с теорией QAnon и превосходством белых, и выражал поддержку теориям заговора Pizzagate и плоской Земли. Исследователь экстремизма Кэти Маккарти сравнивала его с Алексом Джонсом.
Питерс был докладчиком на конференции «Америка прежде всего» 2022 года, где он призывал к убийствам Энтони Фаучи (линчевания через повешение) и Вернона Джонса (казни на электрическом стуле).
В феврале 2023 года, после крушения поезда в Огайо, твит Питерса, в котором утверждалось, что «журналисты, освещавшие эту историю, были арестованы», а мертвая рыба и крупный рогатый скот были обнаружены «на расстоянии 100 миль от места происшествия», получил широкую известность, получив около 500 тыс. лайков. При этом был арестован только один журналист.
Летом 2023 года Питерс заявил, что лесные пожары в Канаде и на Гавайях были результатом атак с платформ орбитального энергетического оружия, аналогично заявлению Марджори Тейлор Грин о «еврейских космических лазерах».
В разное время Питерс призвал к казни Хантера Байдена, доктора Энтони Фаучи, работников католической благотворительной организации, Тейлор Свифт и Трэвиса Келси по разным причинам: от продвижения Келси вакцин против COVID-19, работников католической благотворительной организации, помогающих мигрантам, заявляя, что Байден был «президентским неудачником», а Свифт пропагандирует «колдовство».
Питерс продвигал множество теорий и теорий заговора сторонников превосходства белой расы и антисемитизма. Он назвал иудаизм «культом смерти, построенным на крови убитых младенцев». Он утверждал, что взрыв подводного корабля Титана был намеренно вызван Федеральной резервной системой, чтобы предотвратить расследование Титаника, и согласился с гостем, который обвинил семью Ротшильдов и заявил, что они контролируют Федеральную резервную систему. Он неоднократно продвигал теории заговора о геноциде белых и Великой замене. Он ложно утверждал, что чернокожие люди генетически склонны к совершению преступлений и называл сомалийских беженцев в Миннесоте «дикарями с двузначным IQ», которые «завоевывают» штат, «заменяя» его флаг, ссылаясь на предполагаемое сходство на флагу Джубаленда. Питерс принимал в своем шоу таких известных сторонников превосходства белой расы и антисемитов, как Ник Фуэнтес, Питер Бримелоу, Синтия МакКинни и Стивен Андерсон.
После израильского вторжения в сектор Газа в 2023 году Питерс всё активнее пропагандировал в своём шоу антисемитскую риторику, включая отрицание Холокоста. В январе 2024 года он также опубликовал серию твитов, оскорбляющих Мартина Лютера Кинга-младшего, включая утверждение, что он «изучил еврейский большевизм» — распространённую антисемитскую теорию заговора и безосновательно утверждал, что Инцидент в туннеле синагоги Нью-Йорка был прикрытием для торговли детьми в целях сексуальной эксплуатации. Он также заявил, что евреи и Израиль организовали теракт 6 января в США, чтобы дискредитировать американских националистов.

#### Дезинформация о COVID-19
С самого начала пандемии Питерс присоединился к другим теоретикам заговора, распространяя дезинформацию о вакцинах против COVID и мерах общественного здравоохранения.
Так, Питерс искажал научные сообщения и представлял необоснованные теории как факты, чтобы продвигать распространенные конспирологические теории, как то, что вакцинация против COVID является частью попытки геноцида, что военнослужащие заражаются ВИЧ от вакцины и что вакцинированные люди часто становятся жертвами инсультов и гниения полового члена.
В 2022 году Питерс начал снимать видеоролики These Little Ones, пропагандирующие заговор QAnon о том, что элиты похищают детей, чтобы пить их кровь, «Watch the Water», в которых утверждается, что вакцины против COVID-19 производятся из змеиного яда с целью превратить людей в «гибрид сатаны» и «Died Emergency», пропагандирующие дезинформацию о вакцинах против COVID и теории заговора «Великой перезагрузки». Для распространения своих теорий Питерс выкладывал эти видео на Rumble, использовал Twitter и Facebook.
Аккаунт Питерса в Твиттере был заблокирован на несколько месяцев за нарушение политики платформы, но был возобновлен в середине декабря 2022 года. Радиостанции Spotify и iHeartRadio удалили его контент со своей платформы.
Известный психолог Дэн Ариели указывает, что с целью повышения доверия к сообщениям Питерс использует разнообразные техники подсознательного воздействия на аудиторию.

##### Final days
30 мая 2023 года Питерс опубликовал в Твиттере фильм Final days (Последние дни). В фильме участвует Карен Кингстон, бывшая сотрудница Pfizer и активистка против вакцинации, которая была представлена как биотехнолог и юрисконсульт. Однако расследователи из Lead Stories выяснили, что Кингстон продавала Виагру и над вакциной Pfizer не работала.
В фильме Кингстон продвигает различные ложные утверждения, в том числе о том, что мРНК-вакцины являются биологическим оружием и что вакцины против COVID-19 содержат оксид графена. Ютубер-теоретик заговора Дэвид Мартин в фильме ложно утверждает, что вирус SARS-CoV-1 был разработан в Университете Северной Каролины. Фильм заканчивается утверждением о том, что началась Третья мировая война и что виновниками являются Всемирный экономический форум и Великая перезагрузка.

### Политическое участие
Начиная с 2022 года Питерс выступал на политических мероприятиях, отдавая предпочтение наиболее крайним течениям консерватизма. Он поддержал неудавшегося кандидата Кандисса Тейлора на республиканских праймериз на выборах губернатора Джорджии в 2022 году, а также Дженис МакГичин и Венди Роджерс.

## Личная жизнь
У Питерса двое сыновей и дочь. Он тренировал хоккейные команды своих сыновей.
В феврале 2021 года Петерс был арестован после того, как его жена позвонила в полицию и сообщила, что он пришел домой пьяный и начал разбрасывать вещи по дому. Позже Питерс признал себя виновным по обвинению в хулиганстве и был приговорен к испытательному сроку.